# 吉田晴香
吉田 晴香（よしだ はるか、1993年10月23日 - ）は、日本のファッションモデル、ローカルタレント。北海道帯広市出身。身長165cm。

## 略歴・人物
- 憧れのアイドルグループはモーニング娘。である。
- 10年間バスケットボールをしていた。
- 好きな食べ物は焼肉。
- 2015年 イチオシ!モーニングでお天気コーナーでキャスターを担当。それ以外にもロケやスタジオでも活躍をしている。
- 2018年10月23日　同じ事務所所属のカイミとの結婚をお互いのInstagramにて報告した
- 2023年3月31日　自身のInstagram内にて、2022年中に婚姻関係を、解消したことを報告した

## 出演番組
現在
- 旅コミ北海道じゃらん de GO!（テレビ北海道、2021年1月 - ）
- サタブラ～SATURDAY BRUNCH～（北海道放送、2024年4月 - ）
- 夜のブラキタ（北海道放送）

過去
- イチモニ!（2015年4月 - 2019年3月) - お天気コーナー月曜日～水曜日担当（2015年4月 - 2018年3月）木曜日～土曜日担当（2018年4月 - 2019年3月）
- ブラキタ（北海道放送、2023年4月 - 2024年3月）